# Holochlora geniculata
Holochlora geniculata är en insektsart som beskrevs av Brunner von Wattenwyl 1893. Holochlora geniculata ingår i släktet Holochlora och familjen vårtbitare. Inga underarter finns listade i Catalogue of Life.